# Enrique José O'Donnell
Enrique José O'Donnell y Anethan, comte de La Bisbal, (Sant Sebastià, 1769 – Montpeller, 17 de maig de 1834). Fou un militar espanyol d'origen irlandès. La seva família havia hagut d'abandonar Irlanda després de la batalla de Boyne. El seu pare, Joseph O'Donnell, va ser coronel del regiment d'Irlanda. Fou germà del general Carlos O'Donnell y Anethan i oncle del general i polític Leopoldo O'Donnell.

## Guerra Gran
Molt jove ingressà a l'exèrcit, i lluità a la Guerra Gran a les ordres del general Antonio Ricardos.

## Guerra del Francès
Va participar en la Guerra del Francès, començà com a general de brigada i va ascendir al grau de mariscal de camp el 1809 i al de tinent general en 1810. El 1809, durant el setge de Girona, formà vuit companyies amb gironins a les que donà el nom de Cruzada Gerundense. Fou enviat per Mariano Álvarez de Castro a cercar reforços i provà de trencar el setge, però, sense èxit.
El 1810 fou destinat com a Capità general de Catalunya, on implantà el sistema de quintes i engrossí l'exèrcit regular, però, no tingué gaire èxit: fou derrotat en la batalla de Vic pel general Joseph Souham i novament a la batalla de Margalef quan tractava d'auxiliar Lleida. Durant el seu comandament els francesos van prendre Hostalric i Lleida.
El 14 de setembre de 1810, a La Bisbal d'Empordà derrotà una petita força de 700 homes comandats pel general Schwartz i el feu presoner, però, O'Donnell fou ferit en un peu quan tractava de calar foc a la porta del castell on s'havien fet forts el francesos. Com a recompensa de les seves accions d'aquella jornada rebé el títol de comte de La Bisbal. Aquesta ferida, i els enfrontaments amb la Junta Superior del Principat, l'obligaren a dimitir del càrrec i retirar-se a Mallorca. Tornà a la península el 1811 i en 1812 formà part del Tercera Junta de Regència, de la què en dimití després que el seu germà Joseph O'Donnell fos derrotat en la Batalla de Castalla. Pertanyia a la maçoneria i de vegades es distingia amb iniciatives socials insòlites, com la de l'any 1812 en què volgué crear a Múrcia un hospital per a prostitutes. La proposta fou refusada pel Govern, que argumentà que hi havia altres necessitats més peremptòries i que aquest tipus d'actuacions no eren competència d'un general.

## Restauració absolutista
El 1814, un cop acabada la guerra, encara fou nomenat un altre cop Capità General d'Andalusia i durant la restauració absolutista de Ferran VII d'Espanya va ser un actiu defensor de la causa reial enfront dels lliberals i constitucionalistes gaditans. El 1815, tornat Napoleó de l'illa d'Elba va penetrar a França i s'apoderà de part de la Baixa Navarra, que evacuà després del Govern dels cent dies. El 1819, a Cadis, era el cap de l'exèrcit que havia de salpar cap a Amèrica a recuperar les colònies. Feu un tracte amb els generals lliberals que s'havien revoltat, però, en el darrer moment se'n va desdir, feu desarmar les tropes i detingué els revoltats.
El 1820 el rei el va encarregar que posés fi a l'aixecament lliberal del general Rafael de Riego. Li donà una bossa d'or per a les seves necessitats personals, i el comandament de les tropes acantonades a la Manxa. Arribat a Ocaña, en lloc d'enfrontar-se, el comte de La Bisbal es va posar al front de les tropes i va proclamar la Constitució de 1812. Fou Capità General de Castella la Nova durant el Trienni Liberal (1820-1823).
El 1823, quan vingueren els Cent Mil Fills de Sant Lluís, malgrat les seves conviccions absolutistes, el rei privà O'Donnell de tots els honors i condecoracions i n'ordenà l'arrest. El comte de La Bisbal hagué d'amagar-se a Madrid i finalment fugir a França. Fou internat a Llemotges i va morir a Montpeller, mentre tornava a Espanya, poc després de rebre l'amnistia.